# ۵۲–۵۴ خیابان لایم
۵۲-۵۴ خیابان لایم (انگلیسی: 52–54 Lime Street) یک آسمان‌خراش در شهر لندن، انگلستان است.
این ساختمان که در اواخر سال ۲۰۱۴ شروع به ساخت شده براساس برنامه در سال ۲۰۱۷ ساخت آن به پایان می‌رسد و ارتفاع آن ۱۹۰ متر، تعداد طبقات آن ۳۸ و مساحت آن ۸۸۳ متر مربع است.